# António Ferreira (cineasta)
António da Rocha Cunha Ferreira (Coimbra, 8 de Dezembro de 1970) é um cineasta português.
Programador informático até 1990, ingressa em 1994 no Curso de Realização da Escola Superior de Teatro e Cinema de Lisboa. Em 1996 muda-se para Berlim e aí estuda na Academia de Cinema e Televisão (Deutsche Film- und Fernsehakademie Berlin (DFFB)).
Em 2000 a sua curta-metragem Respirar (Debaixo D'Água),  foi seleccionada para o Festival de Cannes, tendo ganho diversos prémios internacionais entre os quais, valeu a Alexandre Pinto o Prémio de Melhor Actor no Festival de Cinema Independente de Nova Iorque desse ano.
Esquece Tudo o que Te Disse, de 2002, foi a primeira longa-metragem de António Ferreira.
Numa incursão pelo meio musical, assina a realização do registo da actuação dos Humanos no Coliseu dos Recreios, denominado Humanos ao Vivo no Coliseu dos Recreios de Lisboa (2005), que viria a ser parte integrante do lançamento Humanos ao Vivo.
Durante esta incursão pelo meio musical, António Ferreira trabalhou com os mais variados artistas como Camané, Lúcia Moniz, Táxi, Blind Zero, Paulo Gonzo, Tony Carreira, João Afonso, Belle Chase Hotel, JP Simões entre muitos outros, tendo produzido e realizado quase meia centena de videoclips, sob o pseudónimo de Toni Ferrino.
Em 2006 realiza o documentário Humanos - A Vida em Variações consequência do trabalho que realizou ao longo de um ano com os músicos que adaptaram as canções nunca editadas de António Variações e que também seria incluído no Humanos ao Vivo.
Inspirado na canção popular portuguesa "Laurindinha", António Ferreira realiza uma curta-metragem de 15 minutos intitulada Deus Não Quis (2007), que subverte a letra original da canção, mostrando o seu lado mais obscuro, revelando o apelo perverso desta aos homens para combaterem na guerra.
Em 2010 estreia aquela que será a sua segunda longa metragem, Embargo, uma adaptação do conto homónimo de José Saramago, retirado do livro de contos intitulado Objecto Quase.
Em 2011 encena a sua primeira peça de teatro "As Lágrimas Amargas de Petra von Kant" de Fassbinder, para o Teatro Nacional D. Maria II, protagonizada pela actriz Custódia Gallego.
Em 2012 realiza o filme Posfácio nas Confecções Canhão no âmbito de Guimarães Capital Europeia da Cultura 2012.
Em 2018 realiza o filme Pedro e Inês, uma adaptação do romance "A Trança de Inês" de Rosa Lobato de Faria.
Em 2023 lança a sua quarta longa-metragem "A Bela América", um filme sobre um humilde cozinheiro que tenta conquistar uma candidata à presidência, cozinhando secretamente para ela. O filme aborda questões sociais como o populismo e a desigualdade nas sociedades modernas.
É membro fundador da Academia Portuguesa de Cinema e da Associação de Produtores de Cinema e Audiovisual (APCA). É membro da APACI - Associação de Cineastas Paulistas.
Dirige a produtora Persona Non Grata Pictures sediada no Brasil e em Portugal, com a qual produz ficção e documentários dos mais diversos realizadores.

## Filmografia
- Gel Fatal (1996, curta-metragem)[11]
- WC (1997)[12]
- Respirar (Debaixo D'Água) (2000)[3]
- Esquece Tudo o Que Disse (2002)[4]
- Humanos - A Vida em Variações (2006, documentário)[7]
- Deus Não Quis (2007, curta-metragem)[8]
- Embargo (2010)[9]
- Posfácio nas Confecções Canhão (2012)[10]
- Pedro e Inês (2018)[13]
- A Bela América (2023) [14]